# Železniško postajališče Reteče
Železniško postajališče Reteče je železniško postajališče v Sloveniji, ki oskrbuje bližnje naselje Reteče. 